# Breece Hall
Breece Hall (Omaha, Nebraska, 31 de mayo de 2001) es un jugador profesional estadounidense de fútbol americano que juega en la posición de running back para los New York Jets de la National Football League (NFL).
Jugó en la universidad de Iowa State, donde fue dos veces All-American y Jugador Ofensivo del Año. Fue seleccionado por los Jets en la segunda ronda del draft de la NFL de 2022.

## Biografía
Creció en Wichita, Kansas y asistió a la escuela secundaria Wichita Northwest. Fue elegido en el primer mejor equipo de la ciudad (All-Metro) y mejor equipo del estado (All-State) después de correr 2,082 yardas y anotar 36 touchdowns en su temporada junior. En su último año, corrió 2,127 yardas y anotó 29 touchdowns y nuevamente fue elegido en el primer mejor equipo del estado (All-State) y Jugador del Año de la ciudad de Wichita.

## Carrera

### Universidad
Tras la salida de David Montgomery de la NFL, se convirtió en el running back titular de Iowa State durante su primera temporada. Fue elegido rookie de la semana después de correr 132 yardas y anotar 3 touchdowns en la victoria por 38-14 sobre West Virginia. Repitió como mejor rookie de la semana siguiente después de correr 183 yardas y conseguir 2 touchdowns, a la vez que atrapaba tres pases en 73 yardas. Terminó la temporada con 897 yardas por tierra y 9 touchdowns, a la vez que atrapó 23 pases en 252 yardas y e hizo un touchdown y fue nombrado en el segundo mejor equipo de la conferencia Big 12.
Corrió más de 100 yardas en ocho partidos consecutivos al inicio de su segunda temporada. Terminó la temporada como el líder de FBS en yardas por tierra con 1,572, 279 por recepción, y 21 touchdowns por tierra mientras también atrapó 23 pases en 180 yardas con 2 touchdowns. Hall fue elegido en el primer equipo All-Big 12 y Jugador Ofensivo del Año de la conferencia y se convirtió en el primer All-American elegido unánimemente en el primer equipo en la historia de la universidad.
Como junior en 2021, terminó con 1,472 yardas por tierra, 302 yardas por recepción y 23 touchdowns totales. Después de la temporada, anunció que renunciaría a su último año y entraría en el draft de la NFL de 2022.

#### Estadísticas universitarias
| Iowa State Cyclones | Iowa State Cyclones | Iowa State Cyclones | Iowa State Cyclones | Iowa State Cyclones | Iowa State Cyclones | Iowa State Cyclones | Iowa State Cyclones | Iowa State Cyclones | Iowa State Cyclones |
| Temporada           | GP                  | Corriendo           | Corriendo           | Corriendo           | Corriendo           | Recepción           | Recepción           | Recepción           | Recepción           |
| Temporada           | GP                  | Att                 | yardas              | Promedio            | TD                  | Rec                 | Yardas              | Promedio            | TD                  |
| ------------------- | ------------------- | ------------------- | ------------------- | ------------------- | ------------------- | ------------------- | ------------------- | ------------------- | ------------------- |
| 2019                | 12                  | 186                 | 897                 | 4.8                 | 9                   | 23                  | 252                 | 11.0                | 1                   |
| 2020                | 12                  | 279                 | 1,572               | 5.6                 | 21                  | 23                  | 180                 | 7.8                 | 2                   |
| 2021                | 12                  | 253                 | 1,472               | 5.8                 | 20                  | 36                  | 302                 | 8.4                 | 3                   |
| Carrera             | 36                  | 718                 | 3,941               | 5.5                 | 50                  | 82                  | 734                 | 9.0                 | 6                   |

### Profesional
Fue elegido por los New York Jets en segunda ronda con la selección número 36 en el draft de la NFL de 2022, lo que le convirtió en el primer running back seleccionado ese año.
Hizo su debut en la NFL en la primera semana de la temporada 2022 contra los Baltimore Ravens. Anotó su primer touchdown profesional en una recepción de 10 yardas a pase del quarterback Joe Flacco en la segunda semana contra los Cleveland Browns. Durante la quinta semana contra los Miami Dolphins, terminó con 97 yardas por tierra, 100 yardas por recepción y un touchdown en la victoria de los Jets 40-17. Por su rendimiento en la sexta semana contra Green Bay, con 20 acarreos en 116 yardas y un touchdown por tierra, fue nombrado jugador de la semana y novato de la semana de la NFL.
En la séptima semana contra los Denver Broncos, corrió para 72 yardas y anotó un touchdown, pero en el segundo cuarto se rompió el ligamento cruzado anterior y el menisco en la victoria por 16–9. Fue colocado en la lista de lesionados el 25 de octubre de 2022, poniendo así fin a su temporada.
El 19 de julio de 2023, fue colocado en la lista de jugadores en activo incapaces de jugar y fue reactivado para jugar el 15 de agosto de 2023.

## Vida personal
Tiene múltiples lazos familiares con el fútbol profesional. Su padrastro, Jeff Smith, jugó en los Chiefs y Buccaneers durante su carrera de cuatro años en la NFL. Su primo, Kenton Keith, tuvo una breve temporada en 2004 con los Jets, que luego se convertiría en el equipo de Hall, así como una temporada con los Colts en 2007. También pasó seis temporadas en la CFL. Sin embargo, el miembro más notable de su familia es su primo tercero, el tres veces campeón de la Super Bowl, Roger Craig, quien jugó como running back para los San Francisco 49ers en la década de 1980.

## Estadísticas en la NFL
| Año     | Equipo  | Partidos | Partidos | Corriendo | Corriendo | Corriendo | Corriendo | Corriendo | Recepción | Recepción | Recepción | Recepción | Recepción | Fumbles | Fumbles  |
| Año     | Equipo  | GP       | GS       | Att       | Yardas    | Promedio  | Lng       | TD        | Rec       | Yardas    | Promedio  | Lng       | TD        | Fumbles | Pérdidas |
| ------- | ------- | -------- | -------- | --------- | --------- | --------- | --------- | --------- | --------- | --------- | --------- | --------- | --------- | ------- | -------- |
| 2022    | NYJ     | 7        | 2        | 80        | 463       | 5.8       | 62        | 4         | 19        | 218       | 11.5      | 79        | 1         | 1       | 1        |
| Carrera | Carrera | 7        | 2        | 80        | 463       | 5.8       | 62        | 4         | 19        | 218       | 11.5      | 79        | 1         | 1       | 1        |